# 圣佩勒斯
圣佩勒斯（法語：Saint-Péreuse，法語發音：[sɛ̃ peʁøz]）是法国涅夫勒省的一个市镇，属于希农堡（城）区。

## 地理
圣佩勒斯（47°4'9"N, 3°48'16"E）面积16.45 平方千米，位于法国勃艮第-弗朗什-孔泰大區涅夫勒省，该省份为法国中部省份，北至约讷省，西北接卢瓦雷省，西接谢尔省，南至阿列省，东南接索恩-卢瓦尔省，东临科多尔省。
与圣佩勒斯接壤的市镇（或旧市镇、城区）包括：格朗德里河畔丹、舒尼、多马坦、莫村、塞尔马日。

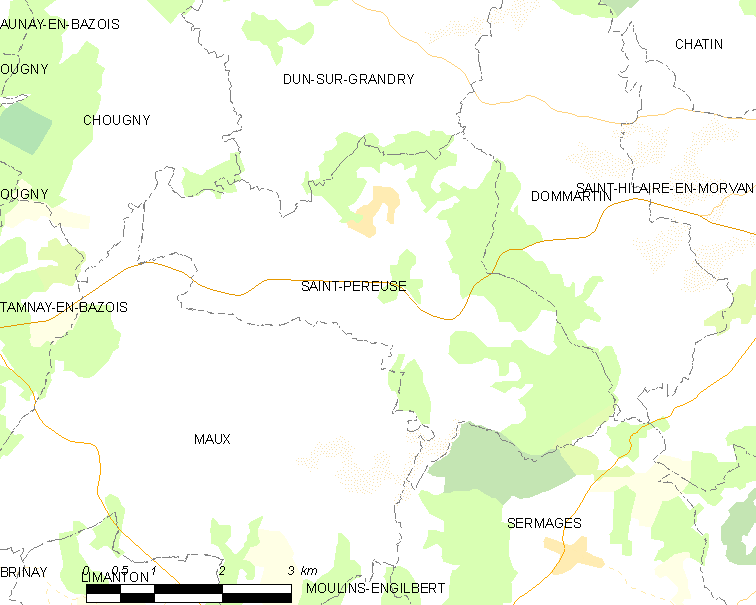
圣佩勒斯的OSM定位图

圣佩勒斯的时区为UTC+01:00、UTC+02:00（夏令时）。

## 行政
圣佩勒斯的邮政编码为58110，INSEE市镇编码为58262。

## 政治
圣佩勒斯所属的省级选区为希农堡县。

## 人口

1962-2008年间圣佩勒斯人口变化图示

圣佩勒斯于2022年1月1日时的人口数量为202人。